# Dysaphis multisetosa
Dysaphis multisetosa är en insektsart. Dysaphis multisetosa ingår i släktet Dysaphis och familjen långrörsbladlöss. Inga underarter finns listade i Catalogue of Life.